# Paul Tréguer
Ne doit pas être confondu avec Michel Treguer.
Paul Tréguer, né le 3 mars 1942 à Brest, est un océanographe français, professeur à l'université de Bretagne-Occidentale fondateur et premier directeur de l'Institut universitaire européen de la mer (IUEM) (en 1998-2003, puis 2003-2007) et premier président de l'Europôle Mer à sa création en 2004.
Spécialiste de l'océan Austral et de biogéochimie marine il a participé à plusieurs expéditions scientifiques.

## Études
Après des études secondaires à Brest (1952-1960) puis un début d’études supérieures au Collège Scientifique de Brest (1960-1962) il entre en 1962 à l’École nationale supérieure de chimie de Rennes (Ille-et-Vilaine). Il devient titulaire du diplôme ingénieur de l’ENSCR en 1965 et du certificat d’aptitude à l'administration des entreprises de l’Institut d’Administration de l’Entreprise (IAE) de Rennes en 1966.
De 1966 à 1967, il travaille comme ingénieur de recherche au centre d’Électricité de France (EDF) situé aux Renardières près de Fontainebleau (Seine-et-Marne), pour la production d’électricité par magnétohydrodynamique.

## Carrière scientifique
Admis comme assistant à la Faculté des Sciences de Brest en septembre 1967 Paul Tréguer devient successivement maître-assistant, maître de conférences, puis professeur (1990) de l’Université de Bretagne-Occidentale (UBO). À sa retraite en 2007, il est nommé professeur émérite des universités.
À l’UBO Paul Tréguer développe l’océanographie chimique. Il devient docteur es sciences (océanographie) en 1976 à l’issue d’une thèse d'État sur la circulation des éléments nutritifs dans les écosystèmes de résurgences de l’Afrique du nord-ouest et dans le golfe de Gascogne. À partir des années 1980, il développe la biogéochimie marine, avec une attention particulière à l’Océan Austral et à l’océan Antarctique, et se forme notamment lors d’un séjour sabbatique au College of Oceanography de l’Oregon State University (États-Unis) en 1987.
Paul Tréguer est internationalement reconnu pour ses travaux de recherche et synthèses sur le cycle biogéochimique du silicium dans l’océan Antarctique et dans l’océan mondial,, notamment présentés dans les revues scientifiques Nature et Science. Ces travaux – plus de 150 publications scientifiques – lui valent d’être distingué par l’Académie des sciences (médaille Georges Millot en 2013) et par l’American Geophysical Union (fellow de l'AGU en 2016).
Au niveau national il dirige le programme scientifique ANTARES (1988-2000) du Centre National de la Recherche Scientifique (CNRS) qui s’intéresse aux impacts du changement climatique sur le cycle du carbone et sur les flux de matières nutritives dans l’océan Austral.
Reconnu au niveau international, de 1993 à 1997 il devient membre de GLOCHANT (Global Change in Antarctica), group of specialists du Scientific Committee on Antarctic Research (SCAR). De 2000 à 2004 il copréside puis préside le programme Southern Ocean – Joint Global Ocean Flux Study (SO-JGOFS) soutenu par International Biosphere Geosphere Programme (IGBP) et Scientific Committee on Oceanic Research (SCOR). Il organise ou co-organise à Brest trois symposiums internationaux (1990, 1995, 2000) sur l’océan Austral. Il a été invité par Olivier Poivre d'Arvor, Ambassadeur des pôles et des enjeux maritimes, à animer le Workshop "Polar Oceans" du One Ocean Summit, le 9 février 2022.
Depuis l’an 2000, Paul Tréguer développe des relations avec les équipes scientifiques chinoises. Il effectue plusieurs séjours au Key Laboratory of Marine Chemistry Theory and Technology de l’Ocean University of China OUC (Qingdao). En juin 2015 il est nommé professeur invité à l'OUC dans le cadre du programme "famous international scientists". En 2018, il devient « ocean-star » scholar au Second Institute of Oceanography de Hangzhou. Il est l'initiateur des "Frontier Forum" Chine-Europe sur "les progrès des sciences et technologies de l'océan" qui se sont tenus à Shanghai et on-line les 20-21 octobre 2020, 28-29 septembre 2022 et 18-19 novembre 2024. Ces Forums étaient co-organisés par la Chinese Academy of Sciences et l'European Academy of Sciences,.
De 1970 à 2005, Paul Tréguer a participé à 18 campagnes en mer dans l’Atlantique, l’océan indien, le Pacifique et l’Antarctique à bord des navires océanographiques Jean Charcot, Noroit, Nadir, Capricorne, Marion-Dufresne I et II, Polarstern, Polar Duke et Roger Revelle.
En parallèle à son activité de recherche Paul Tréguer prend plusieurs initiatives majeures pour fédérer les sciences marines tant au niveau national qu’international.
À Brest, à partir de 1991, avec le soutien de l’UBO et du CNRS, il développe le concept d’Institut Universitaire Européen de la Mer (IUEM). Cet institut pluridisciplinaire accueille l’ensemble des disciplines marines (droit, économie, géographie, et sciences) et favorise les interfaces entre elles. Dirigé par Paul Tréguer de 1998 à 2007, l’IUEM devient Observatoire des Sciences de l’Univers en 2005.
Paul Tréguer crée en 2004 le consortium Europôle mer qui devient en 2007 Groupement d’Intérêt Scientifique (GIS) fédérant sur des thèmes de recherche communs 15 instituts, universités et écoles d’ingénieurs de l’ouest de la France. Présidé par Paul Tréguer de 2007 à 2012 ce GIS est reconnu et financé par le Ministère de l’Enseignement Supérieur et de la Recherche, le CNRS, l’IRD et Ifremer. Dans le cadre du programme ministériel « Investissements d’avenir » l’Europôle Mer débouche sur la création en 2012 du LabEx-Mer (Laboratoire d’Excellence) : « Un océan dans le changement », fédérant les recherches de l’IUEM, de l’Ifremer-Brest et l’École Centrale de Nantes. En parallèle à la création de l’Europôle Mer, Paul Tréguer s’implique dans la naissance du pôle de compétitivité mer Bretagne (consortium réunissant entreprises, universités, instituts de recherche, et écoles d’ingénieur). De 2012 à 2017, il préside le Conseil de Prospective et d’Orientation Stratégique du Pôle Mer Bretagne Atlantique.
Au niveau européen, Paul Tréguer a été le directeur scientifique du Réseau Européen d’Excellence (REX) EUR-OCEANS. Financé par la Commission Européenne de 2005 à 2008, ce REX fédère les activités de recherche de 66 instituts (20 nations européennes) sur les impacts du changement global sur les écosystèmes marins et la biogéochimie marine. En 2009 le REX se transforme en consortium et Paul Tréguer devient membre du Comité Exécutif (2009-2013) où il promeut le développement des recherches en océanographie à sub-mésoéchelle et en biogéochimie marine (acidification et dé-oxygénation de l’océan en parallèle au changement climatique). En 2014, EUR-OCEANS s’intègre dans le consortium EUROMARINE et de 2014 à 2016 Paul Tréguer est membre du Steering Committee.
Au niveau international, de 2015 à 2016, Paul Tréguer conduit la composante française (consortium des universités marines, Ifremer, CNRS, pôles de compétitivité mer, cluster maritime français) du groupe de travail France - Québec pour la création de l'Institut France – Québec pour la coopération scientifique en appui au secteur maritime (IFQM) officialisée par la signature à Québec, le 14 octobre 2016, de l'Entente Maritime par les premiers ministres français et québécois.
En juin 2014, Paul Tréguer est élu à l'European Academy of Sciences (EURASC) et devient membre du Presidium en 2015. En préliminaire à la COP 21, en octobre 2015 il organise à Brest le symposium EURASC2015 intitulé "Les impacts du changement climatique sur l'océan, l'économie, la production de nourriture, la santé humaine, et les traités internationaux".
Paul Tréguer a toujours été attentif aux transferts des connaissances au grand public et aux medias. En 1980, en co-auteur avec Monique Guillou il dirige le film « Richesses et perturbations d’un écosystème côtier d’Europe occidentale » qui reçoit de nombreux prix. En 2019, 2020, 2021 et 2022, il co-organise avec Pauline Letortu l’école d’été ISblue « Mer et Journalisme »,,. En 2024, cette école d'été se transforme en Diplôme d'Université "Mer et Médias" de l'UBO, en partenariat avec l'École Supérieure de Journalisme de Lille,.
En 2015, Paul Tréguer devient membre de la "Réserve citoyenne". De 2016 à 2019 et de 2022 à 2025, il préside la section du Finistère nord de la "Société des Membres de la Légion d'Honneur"  (SMLH). A l'issue de sa double présidence il est nommé président d'honneur par l'Amiral Coldefy. Il lance notamment une formation à la nationalité française pour les étrangers candidats à la naturalisation. Avec la section, il organise à Brest, du 24 au 26 juin 2024 et pour la première fois de son histoire, le congrès national de la SMLH.
Sociétés scientifiques : Paul Tréguer est membre de l’American Geophysical Union (AGU), de l’Association for the Sciences of Limnology and Oceanography (ASLO), de l’American Association for the Advancement of Science (AAAS) et de l'European Geosciences Union (EGU]).

## Distinctions
- Chevalier de la Légion d'honneur depuis 2007, élevé au rang d'officier en janvier 2017[30].
- Prix du festival des films maritimes (Toulon 1984) et prix des films scientifiques (Ostrava 1985, Katowice 1985, Nitra 1985) pour le film « Richesses et perturbations d’un écosystème côtier d’Europe Occidentale[31]» en co-auteur avec Monique Guillou
- American Geophysical Union’s citation 2002 for excellence in refereeing[32]
- Zayed International Prize for the Environment 2006 to the Millenium Ecosystem Assessment, contribution as a co-author
- Médaille de la ville de Brest[33], 2007
- Médaille Georges Millot[34](sciences de l’univers) de l’Académie des sciences, 2013
- Fellow de l’European Academy of Sciences (EURASC), 2014
- Docteur Honoris Causa de l'Université du Québec[35],[36], sous l'égide de l'Université du Québec à Rimouski, 2014
- Officier de l'Ordre National du Québec[37], 2015
- Membre du Presidium de l'European Academy of Sciences (EURASC)[38], 2015
- Chevalier de l'Ordre du Mérite Maritime[39], 2016
- Fellow de l'AGU[40] (American Geophysical Union), 2016
- Fellow de l'ASLO (Association for the Sciences of Limnology and Oceanography), 2016